# Babylonokia
Babylonokia (også kendt som Babylon-Nokia og Alien-Mobile) er et kunstværk skabt i 2012  af Karl Weingärtner i form af en lertavle formet som en mobiltelefon, med kileskrift på taster og skærm.
Weingärtner skabte værket for at illustrere informationsoverførslens udvikling fra den antikke verden til i dag.  Efterfølgende misrepræsentede marginalvidenskab (sv)sfolk og fortalere  for pseudoarkæologi et foto af kunstværket, som visende et 800 år gammelt arkæologisk fund; denne historie blev populær i en video på YouTube-kanalen Paranormal Crucible  og resulterede i, at objektet af visse mediekilder fremstilledes som et mysterium. 

## Kunstværket
Weingärtner skabte kunstværket som respons på en udstilling på Kommunikationsmuseet i Berlin med titlen "Fra kileskrift til SMS: Kommunikation i går og i dag", samt de negative, globale påvirkninger af informationsteknologien.  Kileskrift markerer begyndelsen på skriftlige optegnelser af information. 
At det er en lerkopi af, hvad der ligner en Ericsson S868-mobiltelefon,  fra 1990'erne, havde ingen relevans for kunstneren, der anvendte den som en symbolsk repræsentation af mobile enheder i almindelighed. 
Kunstværket udgør et enestående stykke og er ikke til salg. Det er i kunstnerens personlige varetægt og opbevares i et lager med klimakontrol. Ved forespørgsel kan det lånes til udstillinger på museer. Det er skabt af keramisk ler, vejer 91 gram (3¼ oz) og har dimensioner på cirka 13,5 x 6,5 x 0,8 centimeter (5,31 x 2,56 x 0,31 tommer). 

## Fejlagtig repræsentation
Weingärtner delte et billede af sin kunst på Facebook  som en del af en salgsfremmende aktivitet,  Tre år senere blev billedet uploadet til Conspiracy Clubs hjemmeside med overskriften "800 år gammel mobiltelefon fundet i Østrig? Se det her."  Expressen delte Weingärtners foto uden kreditering og hævdede, at artefakten var blevet dateret til det 13. århundrede f.v.t
Under en diskussion om brugen af billedet på randwebsteder og i pressen udtalte Weingärtner: "Billedet blev anvendt uden min viden og uden min godkendelse. [...] Det er ikke, hvad jeg ønskede. Jeg tror ikke på ufoer, og jeg tror ikke på aliens."